# Zemlya
Zemlya (cirílico: Земля; tradução literal, "Solo") é um filme mudo soviético de 1930, dirigido pelo diretor de cinema ucraniano Aleksandr Dovjenko. Relata uma insurreção de uma comunidade de agricultores, a raiz de uma expropriação hostil por parte dos proprietários kulaks. É a terceira parte da "Trilogia da Ucrânia" de Dovzhenko (junto com Zvenigora e Arsenal).
O filme foi simultaneamente elogiado e ridicularizado pelas autoridades soviéticas devido sua mensagem política bastante ambigua. A influência soviética é clara, particularmente com relação da "terra" com os camponeses. Na verdade, o filme também aborda temas como a morte, destruição e pobreza.
A Terra é usualmente considerado como o melhor filme de Dovzhenko e, é frequentemente citado juntamente com O Encouraçado Potemkin (1925) de Serguei Eisenstein como um dos filmes mais importantes da era soviética. Ocupou o puesto 88 na pesquisa  de 1995 sobre os 100 melhores filmes do sécula na revista Time Out. Ele também foi eleito um dos dez melhores filmes de todos os tempos por um grupo de 117 historiadores do cinema na Exposição Universal e Internacional de Bruxelas de 1958 e nomeado um dos dez melhores filmes de todos os tempos pela Simpósio Internacional de Críticos de Cinema.
A cena de abertura do filme Terra mostra um ancião morrendo debaixo de uma pereira, provavelmente influenciou a realização do vídeoclip para a música Enigma Return to Innocence, de 1994.

## Elenco
- Stepan Shkurat — Opanas (como S. Shkurat)
- Semyon Svashenko — Vasili 'Basil' Opanas (como S. Svashenko)
- Yuliya Solntseva — irmã de Vasili (como Yu. Solntseva)
- Yelena Maksimova — Natalya, noiva de Vasili (como Ye. Maksimova)
- Nikolai Nademsky — Semyon 'Simon' Opanas (como N. Nademsky)
- Ivan Franko — Arkhip Whitehorse, pai de Khoma (como I. Franko)
- Pyotr Masokha — Khoma 'Thomas' Whitehorse (como P. Masokha)
- Vladimir Mikhajlov — Padre da aldeia (como V. Mikhajlov)
- Pavel Petrik — Líder juvenil da célula partidaria (como P. Petrik)
- P. Umanets — Presidente do soviet